# Васильевское (Великоустюгский район)
Васи́льевское — село в Великоустюгском районе Вологодской области. Административный центр Красавинского сельского поселения и Красавинского сельсовета.
Расположено на федеральной автодороге А123. Расстояние до районного центра Великого Устюга по ней — 20 км. Ближайшие населённые пункты — Большая Синега, Клепиково, Боровинка.
По переписи 2002 года население — 905 человек (440 мужчин, 465 женщин). Преобладающая национальность — русские (98 %).